# Port morski Kanton
Port w Kantonie – główny port morski miasta Kanton w prowincji Guangdong w Chinach. Obecnie jest to największy kompleksowy port w południowych Chinach i jeden z największych portów kontenerowych świata. Port posiada połączenia międzynarodowe z ponad 300 portami w ponad 80 krajach i regionach świata.
Port pełni również funkcję ważnego ośrodka gospodarczego i transportowego dla regionu Delty Rzeki Perłowej i prowincji Guangdong. Jest to także ważny węzeł transportowy dla przemysłu zlokalizowanego w sąsiednich prowincjach, takich jak Guangxi, Junnan, Guizhou, Syczuan, Hunan, Hubei i Jiangxi.